# Championnat NCAA de football américain 2015
Navigation
Édition précédente Édition suivante
Le Championnat NCAA de football américain 2015 est la saison 2015 du championnat de Football américain universitaire de Division I (FBS) organisé par la NCAA aux États-Unis. Il rassemblera 128 équipes et débutera le 3 septembre 2015. La saison régulière se terminera le 21 décembre 2015.
La saison se terminera par la finale nationale (College Football Playoff National Championship) le 11 janvier 2016 laquelle se déroulera au University of Phoenix Stadium
(Glendale, Arizona) et mettra en présence, pour la 2e année consécutive, les deux finalistes issus du tournoi réunissant les 4 équipes élues par le Comité de sélection du College Football Playoff.

## Changements

### Changements dans les conférences
| Écoles          | Anciennes conférences | Nouvelles conférences |
| --------------- | --------------------- | --- |
| Charlotte 49ers | FCS Independent       | Conference USA |
| Navy Midshipmen | FBS Independent       | The American |
| UAB Blazers     | Conference USA        | UAB annonce la fermeture de son programme de football américain fin 2014, puis l'université revient sur cette décision et annonce le reprise du programme après la saison 2016, |

### Équipes en transition
- Charlotte 49ers

### Nouveaux stades et rénovations
Aucun programme de NCAA Division I (FBS) n’inaugurera de nouveau stade pour la saison 2015. 
Cependant une école commencera sa première saison en FBS et quelques équipes rénoveront ou élargiront leur stade : 
- Charlotte, jouant sa première saison en FBS, sur son campus au Jerry Richardson Stadium. Les 49ers jouèrent pour la 1re fois dans ce stade lors de la saison 2013 et a une capacité de 15 314 places mais a été conçu pour être rapidement augmenté à 40 000 places.
- Kentucky lancera une rénovation importante de son Commonwealth Stadium. Un projet à 110 millions de $ réduira sa capacité de 67 530 à 61 000 places, ajoutant un nouvel emplacement en zone extrême est entourée par une nouvelle section étudiante, plus de 20 loges luxueuses et 2 000 nouveaux sièges clubs, de nouveaux locaux destinés à l’équipe hôte, un extérieur remanié, et une nette amélioration des halls[4].
- UCF enlève 2 000 sièges côté est du Bright House Networks Stadium, pour les remplacer par une nouvelle section de 1 000 fauteuils club avec une plage[5].
- Auburn inaugurera le plus grand écran du College Football dans son Jordan-Hare Stadium. Cet écran mesurera 190 feet (57,91 m) sur 57 (17,37 m). Le projet est estimé à un coût de 13,9 millions de $.
- Duke présentera un Wallace Wade Stadium fraichement rénové. Les rénovations consisteront en la suppression de la piste, en l’abaissement du niveau du terrain de quelques pieds, plus de places au niveau du terrain sur les longueurs et la zone d’en-but nord, le remplacement des gradins sur le côté ouest du stade avec des sièges de couleur bleu réservés aux supporters de Duke, une nouvelle brique de façade sur pratiquement tout le pourtour du terrain, un tout nouveau et beaucoup plus grand écran vidéo, de nouveaux haut-parleurs, un rafraîchissement des halls autour du sommet de la cuvette avec de nouveaux trottoirs et un mur de briques séparant les halls des sièges, de nouvelles cabines, toilettes et un nouvel éclairage des travées ainsi qu’une nouvelle tour d'ascenseurs. La construction d'une nouvelle salle de presse, de studios de luxe, et le placement de sièges attachés arriveront tout au long de la saison, l'ensemble devant être réalisé en temps voulus pour le début de la saison 2016. Ces travaux marquent les premières rénovations majeures au Wallace Wade Stadium depuis plus de 70 ans.
- Kansas State inaugure le Vanier Football Complex situé dans la zone d'en-but nord du Bill Snyder Family Football Stadium. Ce complexe inclus de nouveaux sièges, un écran vidéo, des nouveaux bureaux, des vestiaires et des installations pour la musculation[6].
- La capacité du stade de Cincinnati est augmentée pour atteindre 40,000 places, avec plus de sièges premium, des nouveaux pavillons, des toilettes supplémentaires, et des halls et coursives améliorés.

## Résultats de la saison régulière

### Classements des conférences
| American Athletic Conference                 |        |               |      |      |       |       |       |       |
| Équipe                                       | Équipe | Équipe        | Conf | Conf | Total | Total | Total | Total |
| Équipe                                       | Équipe | Équipe        | V    | D    | V     | D     |       |       |
| Eastern                                      |        |               |      |      |       |       |       |       |
| x                                            | #24    | Temple        | 7    | 1    | 10    | 3     |       |       |
|                                              |        | South Florida | 6    | 2    | 8     | 4     |       |       |
|                                              |        | Cincinnati    | 4    | 4    | 7     | 5     |       |       |
|                                              |        | Connecticut   | 4    | 4    | 6     | 6     |       |       |
|                                              |        | East Carolina | 3    | 5    | 5     | 7     |       |       |
|                                              |        | UCF           | 0    | 8    | 0     | 12    |       |       |
| Western                                      |        |               |      |      |       |       |       |       |
| †x                                           | #14    | Houston       | 7    | 1    | 12    | 1     |       |       |
|                                              | #21    | Navy          | 7    | 1    | 10    | 2     |       |       |
|                                              |        | Memphis       | 5    | 3    | 9     | 3     |       |       |
|                                              |        | Tulsa         | 3    | 5    | 6     | 6     |       |       |
|                                              |        | SMU           | 1    | 7    | 2     | 10    |       |       |
|                                              |        | Tulane        | 1    | 7    | 2     | 9     |       |       |
| Finale de Conférence : Houston 24, Temple 13 |        |               |      |      |       |       |       |       |

| Atlantic Coast Conference                            |        |                      |      |      |       |       |       |       |
| Équipe                                               | Équipe | Équipe               | Conf | Conf | Total | Total | Total | Total |
| Équipe                                               | Équipe | Équipe               | V    | D    | V     | D     |       |       |
| Atlantic                                             |        |                      |      |      |       |       |       |       |
| ^†x                                                  | #1     | Clemson              | 8    | 0    | 13    | 0     |       |       |
|                                                      | #9     | Florida State        | 6    | 2    | 10    | 2     |       |       |
|                                                      |        | Louisville           | 5    | 3    | 7     | 5     |       |       |
|                                                      |        | North Carolina State | 3    | 5    | 7     | 5     |       |       |
|                                                      |        | Syracuse             | 2    | 6    | 4     | 8     |       |       |
|                                                      |        | Wake Forest          | 1    | 7    | 3     | 9     |       |       |
|                                                      |        | Boston College       | 0    | 8    | 3     | 9     |       |       |
| Coastal                                              |        |                      |      |      |       |       |       |       |
| x                                                    | #10    | North Carolina       | 8    | 0    | 11    | 2     |       |       |
|                                                      |        | Pittsburgh           | 6    | 2    | 8     | 4     |       |       |
|                                                      |        | Miami (FL)           | 5    | 3    | 8     | 4     |       |       |
|                                                      |        | Duke                 | 4    | 4    | 7     | 5     |       |       |
|                                                      |        | Virginia Tech        | 4    | 4    | 6     | 6     |       |       |
|                                                      |        | Virginia             | 3    | 5    | 4     | 8     |       |       |
|                                                      |        | Georgia Tech         | 1    | 7    | 3     | 9     |       |       |
| Finale de Conférence : Clemson 45, North Carolina 37 |        |                      |      |      |       |       |       |       |

| Big Ten Conference                               |        |                |      |      |       |       |       |       |
| Équipe                                           | Équipe | Équipe         | Conf | Conf | Total | Total | Total | Total |
| Équipe                                           | Équipe | Équipe         | V    | D    | V     | D     |       |       |
| West                                             |        |                |      |      |       |       |       |       |
| x                                                | #6     | Iowa           | 8    | 0    | 12    | 1     |       |       |
|                                                  | #12    | Northwestern   | 6    | 2    | 10    | 2     |       |       |
|                                                  | #23    | Wisconsin      | 6    | 2    | 9     | 3     |       |       |
|                                                  |        | Nebraska       | 3    | 5    | 5     | 7     |       |       |
|                                                  |        | Minnesota      | 2    | 6    | 5     | 7     |       |       |
|                                                  |        | Illinois       | 2    | 6    | 5     | 7     |       |       |
|                                                  |        | Purdue         | 1    | 7    | 2     | 10    |       |       |
| East                                             |        |                |      |      |       |       |       |       |
| ^†x                                              | #3     | Michigan State | 7    | 1    | 12    | 1     |       |       |
| x                                                | #7     | Ohio State     | 7    | 1    | 11    | 1     |       |       |
|                                                  | #17    | Michigan       | 6    | 2    | 9     | 3     |       |       |
|                                                  |        | Penn State     | 4    | 4    | 7     | 5     |       |       |
|                                                  |        | Indiana        | 2    | 6    | 6     | 6     |       |       |
|                                                  |        | Maryland       | 1    | 7    | 3     | 9     |       |       |
|                                                  |        | Rutgers        | 1    | 7    | 4     | 8     |       |       |
| Finale de Conférence: Michigan State 16, Iowa 13 |        |                |      |      |       |       |       |       |

| Big 12 Conference |        |                |      |      |       |       |       |       |
| Équipe            | Équipe | Équipe         | Conf | Conf | Total | Total | Total | Total |
| Équipe            | Équipe | Équipe         | V    | D    | V     | D     |       |       |
| ^†                | #4     | Oklahoma       | 8    | 1    | 11    | 1     |       |       |
|                   | #13    | Oklahoma State | 7    | 2    | 10    | 2     |       |       |
|                   | #11    | TCU            | 7    | 2    | 10    | 2     |       |       |
|                   | #18    | Baylor         | 6    | 3    | 9     | 3     |       |       |
|                   |        | West Virginia  | 4    | 5    | 7     | 5     |       |       |
|                   |        | Texas Tech     | 4    | 5    | 7     | 5     |       |       |
|                   |        | Texas          | 4    | 5    | 5     | 7     |       |       |
|                   |        | Kansas State   | 3    | 6    | 6     | 6     |       |       |
|                   |        | Iowa State     | 2    | 7    | 3     | 9     |       |       |
|                   |        | Kansas         | 0    | 9    | 0     | 12    |       |       |

| Conference-USA                                 |        |                  |      |      |       |       |       |       |
| Équipe                                         | Équipe | Équipe           | Conf | Conf | Total | Total | Total | Total |
| Équipe                                         | Équipe | Équipe           | V    | D    | V     | D     |       |       |
| East                                           |        |                  |      |      |       |       |       |       |
| x†                                             | #25    | Western Kentucky | 8    | 0    | 11    | 2     |       |       |
|                                                |        | Middle Tennessee | 6    | 2    | 7     | 5     |       |       |
|                                                |        | Marshall         | 6    | 2    | 9     | 3     |       |       |
|                                                |        | Florida Atlantic | 3    | 5    | 3     | 9     |       |       |
|                                                |        | FIU              | 3    | 5    | 5     | 7     |       |       |
|                                                |        | Old Dominium     | 3    | 5    | 5     | 7     |       |       |
|                                                |        | Charlotte        | 0    | 8    | 2     | 10    |       |       |
| West                                           |        |                  |      |      |       |       |       |       |
| x                                              |        | Southern Miss    | 7    | 1    | 9     | 4     |       |       |
|                                                |        | Louisiana Tech   | 6    | 2    | 8     | 4     |       |       |
|                                                |        | UTSA             | 3    | 5    | 3     | 9     |       |       |
|                                                |        | UTEP             | 3    | 5    | 5     | 7     |       |       |
|                                                |        | Rice             | 3    | 5    | 5     | 7     |       |       |
|                                                |        | North Texas      | 1    | 7    | 1     | 11    |       |       |
| Finale de Conférence: WKU 45, Southern Miss 28 |        |                  |      |      |       |       |       |       |

| Mid-American Conference                                       |        |                      |      |      |       |       |       |       |
| Équipe                                                        | Équipe | Équipe               | Conf | Conf | Total | Total | Total | Total |
| Équipe                                                        | Équipe | Équipe               | V    | D    | V     | D     |       |       |
| East                                                          |        |                      |      |      |       |       |       |       |
| x†                                                            |        | Bowling Green        | 7    | 1    | 10    | 3     |       |       |
|                                                               |        | Ohio                 | 5    | 3    | 8     | 4     |       |       |
|                                                               |        | Akron                | 5    | 3    | 7     | 5     |       |       |
|                                                               |        | Buffalo              | 3    | 5    | 5     | 7     |       |       |
|                                                               |        | Kent State           | 2    | 6    | 3     | 9     |       |       |
|                                                               |        | Miami (Ohio)         | 2    | 6    | 3     | 9     |       |       |
|                                                               |        | Massachsetts (UMass) | 2    | 6    | 3     | 9     |       |       |
| West                                                          |        |                      |      |      |       |       |       |       |
| x                                                             |        | Northern Illinois    | 6    | 2    | 8     | 5     |       |       |
| x                                                             |        | Western Michigan     | 6    | 2    | 7     | 5     |       |       |
| x                                                             |        | Toledo               | 6    | 2    | 9     | 2     |       |       |
| x                                                             |        | Central Michigan     | 6    | 2    | 7     | 5     |       |       |
|                                                               |        | Ball State           | 2    | 6    | 3     | 9     |       |       |
|                                                               |        | Eastern Michigan     | 0    | 8    | 1     | 11    |       |       |
| Finale de Conférence : Bowling Green 34, Northern Illinois 14 |        |                      |      |      |       |       |       |       |

| Mountain West Conference                                |        |                 |      |      |       |       |       |       |
| Équipe                                                  | Équipe | Équipe          | Conf | Conf | Total | Total | Total | Total |
| Équipe                                                  | Équipe | Équipe          | V    | D    | V     | D     |       |       |
| Mountain                                                |        |                 |      |      |       |       |       |       |
| x                                                       |        | Air Force       | 6    | 2    | 8     | 5     |       |       |
|                                                         |        | New Mexico      | 5    | 3    | 7     | 5     |       |       |
|                                                         |        | Utah State      | 5    | 3    | 6     | 6     |       |       |
|                                                         |        | Boise State     | 5    | 3    | 8     | 4     |       |       |
|                                                         |        | Colorado State  | 5    | 3    | 7     | 5     |       |       |
|                                                         |        | Wyoming         | 2    | 6    | 2     | 10    |       |       |
| West                                                    |        |                 |      |      |       |       |       |       |
| x†                                                      |        | San Diego State | 8    | 0    | 10    | 3     |       |       |
|                                                         |        | Nevada          | 4    | 4    | 6     | 6     |       |       |
|                                                         |        | San Jose State  | 4    | 4    | 5     | 7     |       |       |
|                                                         |        | Fresno State    | 2    | -6   | 3     | 9     |       |       |
|                                                         |        | UNLV            | 2    | 6    | 3     | 9     |       |       |
|                                                         |        | Hawaii          | 0    | 8    | 3     | 10    |       |       |
| Finale de Conférence : San Diego State 27, Air Force 24 |        |                 |      |      |       |       |       |       |

| Pacific 12 Conference                      |        |                  |      |      |       |       |       |       |
| Équipe                                     | Équipe | Équipe           | Conf | Conf | Total | Total | Total | Total |
| Équipe                                     | Équipe | Équipe           | V    | D    | V     | D     |       |       |
| Northern                                   |        |                  |      |      |       |       |       |       |
| x†                                         | #5     | Stanford         | 8    | 1    | 11    | 2     |       |       |
|                                            | #15    | Oregon           | 7    | 2    | 9     | 3     |       |       |
|                                            |        | Washington State | 6    | 3    | 8     | 4     |       |       |
|                                            |        | California       | 4    | 5    | 7     | 5     |       |       |
|                                            |        | Washington       | 4    | 5    | 6     | 6     |       |       |
|                                            |        | Oregon State     | 0    | 9    | 2     | 10    |       |       |
| Southern                                   |        |                  |      |      |       |       |       |       |
| x                                          |        | USC              | 6    | 3    | 8     | 5     |       |       |
| x                                          | #20    | Utah             | 6    | 3    | 9     | 3     |       |       |
|                                            |        | UCLA             | 5    | 4    | 8     | 4     |       |       |
|                                            |        | Arizona State    | 4    | 5    | 6     | 6     |       |       |
|                                            |        | Arizona          | 3    | 6    | 6     | 6     |       |       |
|                                            |        | Colorado         | 1    | 8    | 4     | 9     |       |       |
| Finale de Conférence : Stanford 41, USC 22 |        |                  |      |      |       |       |       |       |

| SouthEastern Conference (SEC)                |        |                   |      |      |       |       |       |       |
| Équipe                                       | Équipe | Équipe            | Conf | Conf | Total | Total | Total | Total |
| Équipe                                       | Équipe | Équipe            | V    | D    | V     | D     |       |       |
| East                                         |        |                   |      |      |       |       |       |       |
| x                                            | #19    | Florida           | 7    | 1    | 10    | 3     |       |       |
|                                              | #22    | Tennessee         | 5    | 3    | 8     | 4     |       |       |
|                                              |        | Georgia           | 5    | 3    | 9     | 3     |       |       |
|                                              |        | Vanderbilt        | 2    | 6    | 4     | 8     |       |       |
|                                              |        | Kentucky          | 2    | 6    | 5     | 7     |       |       |
|                                              |        | Missouri          | 1    | 7    | 5     | 7     |       |       |
|                                              |        | South Carolina    | 1    | 7    | 3     | 9     |       |       |
| West                                         |        |                   |      |      |       |       |       |       |
| x^†                                          | #2     | Alabama           | 7    | 1    | 12    | 1     |       |       |
|                                              | #12    | Ole Miss          | 6    | 2    | 9     | 3     |       |       |
|                                              |        | Arkansas          | 5    | 3    | 7     | 5     |       |       |
|                                              | #20    | LSU               | 5    | 3    | 8     | 3     |       |       |
|                                              |        | Texas A&M         | 4    | 4    | 8     | 4     |       |       |
|                                              |        | Mississippi State | 4    | 4    | 8     | 4     |       |       |
|                                              |        | Auburn            | 2    | 6    | 6     | 6     |       |       |
| Finale de Conférence: Alabama 29, Florida 15 |        |                   |      |      |       |       |       |       |

| Sun Belt Conference |        |                     |      |      |       |       |       |       |
| Équipe              | Équipe | Équipe              | Conf | Conf | Total | Total | Total | Total |
| Équipe              | Équipe | Équipe              | V    | D    | V     | D     |       |       |
| †                   |        | Arkansas State      | 8    | 0    | 9     | 3     |       |       |
|                     |        | Appalachian State   | 7    | 1    | 10    | 2     |       |       |
|                     |        | Georgia Southern    | 6    | 2    | 8     | 4     |       |       |
|                     |        | Georgia State       | 5    | 3    | 6     | 6     |       |       |
|                     |        | South Alabama       | 3    | 5    | 5     | 7     |       |       |
|                     |        | Idaho               | 3    | 5    | 4     | 8     |       |       |
|                     |        | Troy                | 3    | 5    | 4     | 8     |       |       |
|                     |        | Louisiana-Lafayette | 3    | 5    | 4     | 8     |       |       |
|                     |        | New Mexico State    | 3    | 5    | 3     | 9     |       |       |
|                     |        | Texas State         | 2    | 6    | 3     | 9     |       |       |
|                     |        | Louisiana-Monroe    | 1    | 7    | 2     | 11    |       |       |

| Independents |        |                     |       |       |
| Équipe       | Équipe | Équipe              | Total | Total |
| Équipe       | Équipe | Équipe              | V     | D     |
|              | #8     | Notre Dame          | 10    | 2     |
|              |        | Brigham Young (BYU) | 9     | 3     |
|              |        | Army                | 2     | 9     |

§ – Co-champions de Conference 
^ – Participant au College Football Playoff 
† – Champion de Conférence
x – Champion/co-champions de Division
≈ – Inéligible pour un bowl d'après-saison à cause des règles de transition entre FCS et FBS
≈≈ – Inéligible pour un bowl d'après-saison à cause de sanctions (Academic Progress Rate Penalties)

### Finales de conférence
| Conférences                  | Stades                                                           | Vainqueurs              | Finalistes               | Scores |
| ---------------------------- | ---------------------------------------------------------------- | ----------------------- | ------------------------ | ------ |
| American Athletic Conference | TDECU Stadium, Houston, Texas                                    | Houston (West)          | Temple (East)            | 24- 13 |
| Atlantic Coast Conference    | Bank of America Stadium, Charlotte, Caroline du Nord             | Clemson (Atlantic)      | North Carolina (Coastal) | 45- 37 |
| Big Ten Conference           | Lucas Oil Stadium, Indianapolis, Indiana                         | Michigan State (East)   | Iowa (West)              | 16- 13 |
| Conference USA               | Houchens Industries-L. T. Smith Stadium, Bowling Green, Kentucky | Western Kentucky (East) | Southern Miss (West)     | 45- 28 |
| Mid-American Conference      | Ford Field, Détroit, Michigan                                    | Bowling Green (East)    | Northern Illinois (West) | 34- 14 |
| Mountain West Conference     | Qualcomm Stadium, San Diego, Californie                          | San Diego State (West)  | Air Force (Mountain)     | 27- 24 |
| Pacific-12 Conference        | Levi's Stadium, Santa Clara, Californie                          | Stanford (North)        | USC (South)              | 41- 22 |
| Southeastern Conference      | Georgia Dome, Atlanta, Géorgie                                   | Alabama (West)          | Florida (East)           | 29- 15 |

### Palmarès des conférences
| Conférences                  | Champions        |
| ---------------------------- | ---------------- |
| Southeastern Conference      | Alabama          |
| Pacific-12 Conference        | Stanford         |
| Big Ten Conference           | Michigan State   |
| Big 12 Conference            | Oklahoma         |
| Atlantic Coast Conference    | Clemson          |
| American Athletic Conference | Houston          |
| Conference USA               | Western Kentucky |
| Mid-American Conference      | Bowling Green    |
| Mountain West Conference     | San Diego State  |
| Sun Belt Conference          | Arkansas State   |

### Classement national avant les Bowls
Les nombres entre parenthèses indiquent le nombre de victoires/défaites de la saison régulière.
Les nombres entre parenthèses indiquent le nombre de (victoires - défaites) de la saison régulière.
| - 1er Tigers de Clemson (13-0) - 2e Crimson Tide de l'Alabama (12-1) - 3e Spartans de Michigan State (12-1) - 4e Sooners de l'Oklahoma (11-1) - 5e Hawkeyes de l'Iowa (12-1) - 6e Cardinal de Stanford (11-2) - 7e Buckeyes d'Ohio State (11-1) - 8e Fighting Irish de Notre Dame (10-2) - 9e Seminoles de Florida State (10-2) - 10e Tar Hells de North Carolina (10-2) - 11e Horned Frogs de TCU (10-2) - 12e Rebels d'Ole Miss (9-3) - 13e Wildcats de Northwestern (10-2) - 14e Wolverines du Michigan (9-3) - 15e Ducks de l'Oregon (9-3) - 16e Cowboys d'Oklahoma State (10-2) - 17e Bears de Baylor (9-3) - 18e Cougars de Houston (12-1) - 19e Gators de Florida (8-4) - 20e Tigers de LSU (8-3) - 21e Midshipmen de la Navy (9-2) - 22e Utes de l'Utah (8-4) - 23e Volunteers du Tennessee (9-3) - 24e Owls de Temple (10-3) - 25e Trojans d'USC (8-5) |

Ce classement est celui qui a été établi par le Comité de Sélection du College Football Playoff au 6 décembre 2015.
La Navy joua son dernier match le 12 décembre 2015, et finit avec un bilan final de 10-2.
L'évolution au fil des semaines du classement CFP (ainsi que ceux des médias AP et USA Today Coaches) peut être visualisée sur la page Classements de la saison 2015 de NCAA (football américain).

## College Football Playoff
|  | Demi-finales                                                                 | Demi-finales                                                                 |                        |    | Finale | Finale |
|  | Demi-finales                                                                 | Demi-finales                                                                 |                        |    | Finale | Finale |
|  |                                                                              |                                                                              |                        |    | | |
|  | Orange Bowl 2015 31 décembre 2015, Sun Life Stadium, Miami Gardens (Floride) | Orange Bowl 2015 31 décembre 2015, Sun Life Stadium, Miami Gardens (Floride) |                        |    | College Football Championship Game 2016 11 janvier 2016, University of Phoenix Stadium, Glendale (Arizona) | College Football Championship Game 2016 11 janvier 2016, University of Phoenix Stadium, Glendale (Arizona) |
|  | Orange Bowl 2015 31 décembre 2015, Sun Life Stadium, Miami Gardens (Floride) | Orange Bowl 2015 31 décembre 2015, Sun Life Stadium, Miami Gardens (Floride) |                        |    | College Football Championship Game 2016 11 janvier 2016, University of Phoenix Stadium, Glendale (Arizona) | College Football Championship Game 2016 11 janvier 2016, University of Phoenix Stadium, Glendale (Arizona) |
|  | (#1) Tigers de Clemson                                                       | 37                                                                           |                        |    | College Football Championship Game 2016 11 janvier 2016, University of Phoenix Stadium, Glendale (Arizona) | College Football Championship Game 2016 11 janvier 2016, University of Phoenix Stadium, Glendale (Arizona) |
|  | (#1) Tigers de Clemson                                                       | 37                                                                           |                        |    | College Football Championship Game 2016 11 janvier 2016, University of Phoenix Stadium, Glendale (Arizona) | College Football Championship Game 2016 11 janvier 2016, University of Phoenix Stadium, Glendale (Arizona) |
|  | (#4) Sooners de l'Oklahoma                                                   | 17                                                                           |                        |    | College Football Championship Game 2016 11 janvier 2016, University of Phoenix Stadium, Glendale (Arizona) | College Football Championship Game 2016 11 janvier 2016, University of Phoenix Stadium, Glendale (Arizona) |
|  | (#4) Sooners de l'Oklahoma                                                   | 17                                                                           | (#1) Tigers de Clemson | 40 | | |
|  | Cotton Bowl 2015 31 décembre 2015, AT&T Stadium, Arlington (Texas)           |                                                                              | (#1) Tigers de Clemson | 40 | | |
|  |                                                                              | (#2) Crimson Tide de l'Alabama                                               | 45                     |    | | |
|  | (#2) Crimson Tide de l'Alabama                                               | (#2) Crimson Tide de l'Alabama                                               | 45                     | 38 | | |
|  | (#2) Crimson Tide de l'Alabama                                               |                                                                              |                        | 38 | | |
|  | (#3) Spartans de Michigan State                                              | 0                                                                            |                        |    | | |
|  | (#3) Spartans de Michigan State                                              | 0                                                                            |                        |    | | |

## Bowls
En tout, 38 bowls seront organisés en dehors des deux demi-finales et de la finale des playoffs. 80 équipes joueront donc un bowl. Le calendrier a été organisé par la NCAA en accord avec ESPN.

### Bowls majeurs
| Bowls       | Dates            | Lieux                                                    | Équipes 1                            | Équipes 2                              | Scores |
| ----------- | ---------------- | -------------------------------------------------------- | ------------------------------------ | -------------------------------------- | ------ |
| Peach Bowl  | 31 décembre 2015 | Georgia Dome, Atlanta (Géorgie)                          | #9 Seminoles de Florida State (10-2) | #18 Cougars de Houston (12-1)          | 24–38  |
| Fiesta Bowl | 1er janvier 2016 | University of Phoenix Stadium, Glendale (Arizona)        | #7 Buckeyes d'Ohio State (11-1)      | #8 Fighting Irish de Notre Dame (10-2) | 44-24  |
| Rose Bowl   | 1er janvier 2016 | Rose Bowl Stadium, Pasadena (Californie)                 | #5 Hawkeyes de l'Iowa (12-1)         | #6 Cardinal de Stanford (11-2)         | 16-45  |
| Sugar Bowl  | 1er janvier 2016 | Mercedes-Benz Superdome, La Nouvelle-Orléans (Louisiane) | #12 Rebels d'Ole Miss (9-3)          | #16 Cowboys d'Oklahoma State (10-2)    | 48-20  |

### Autres bowls
| Bowl                                          | Date             | Lieu                                                    | Équipe 1                   | Équipe 2                   | Score      |
| --------------------------------------------- | ---------------- | ------------------------------------------------------- | -------------------------- | -------------------------- | ---------- |
| R+L Carriers New Orleans Bowl                 | 19 décembre 2015 | Mercedes-Benz Superdome La Nouvelle-Orléans (Louisiane) | Arkansas State (9-3)       | Louisiana Tech (8-4)       | 28–47      |
| AutoNation Cure Bowl                          | 19 décembre 2015 | Orlando Citrus Bowl Orlando (Floride)                   | Georgia State (6-6)        | San Jose State (5-7)       | 16–27      |
| Gildan New Mexico Bowl                        | 19 décembre 2015 | University Stadium Albuquerque (Nouveau-Mexique)        | Arizona (6-6)              | New Mexico (7-5)           | 45–37      |
| Royal Purple Las Vegas Bowl                   | 19 décembre 2015 | Sam Boyd Stadium Las Vegas (Nevada)                     | #22 Utah (9-3)             | Brigham Young (9-3)        | 35–28      |
| Famous Idaho Potato Bowl                      | 22 décembre 2015 | Albertsons Stadium Boise (Idaho)                        | Akron (7-5)                | Utah State (6-6)           | 23–21      |
| Raycom Media Camellia Bowl                    | 19 décembre 2015 | Cramton Bowl Montgomery (Alabama)                       | Appalachian State (10-2)   | Ohio (8-4)                 | 31–29      |
| Miami Beach Bowl                              | 21 décembre 2015 | Marlins Park Miami (Floride)                            | South Florida (8-4)        | Western Kentucky (11-2)    | 35–45      |
| Marmot Boca Raton Bowl                        | 22 décembre 2015 | FAU Stadium Boca Raton (Floride)                        | #24 Temple (10-3)          | Toledo (9-2)               | 17–32      |
| San Diego County Credit Union Poinsettia Bowl | 23 décembre 2015 | Qualcomm Stadium San Diego (Californie)                 | Boise State (8-4)          | Northern Illinois (8-5)    | 55–7       |
| Popeyes Bahamas Bowl                          | 24 décembre 2015 | Thomas Robinson Stadium Nassau (Bahamas)                | Middle Tennessee (7-5)     | Western Michigan (7-5)     | 31–45      |
| Hawaï Bowl                                    | 24 décembre 2015 | Aloha Stadium Honolulu (Hawaï)                          | Cincinnati (7-5)           | San Diego State (10-3)     | 7–42       |
| Zaxby's Heart of Dallas Bowl                  | 26 décembre 2015 | Cotton Bowl Dallas (Texas)                              | Southern Miss (9-4)        | Washington (6-6)           | 31–44      |
| Quick Lane Bowl                               | 28 décembre 2015 | Ford Field Detroit (Michigan)                           | Central Michigan (7-5)     | Minnesota (5-7)            | 14–21      |
| St. Petersburg Bowl                           | 26 décembre 2015 | Tropicana Field St. Petersburg (Floride)                | Connecticut (6-6)          | Marshall (9-3)             | 10–16      |
| Military Bowl presented by Northrop Grunman   | 28 décembre 2015 | Navy-Marine Corps Memorial Stadium Annapolis (Maryland  | #21 Navy (9-2)             | Pittsburgh (8-4)           | 44–28      |
| Hyundai Sun Bowl                              | 26 décembre 2015 | Sun Bowl Stadium El Paso (Texas)                        | Miami (8-4)                | Washington State (8-4)     | 14–20      |
| Camping World Independence Bowl               | 26 décembre 2015 | Independence Stadium Shreveport (Louisiane)             | Tulsa (6-6)                | Virginia Tech (6-6)        | 52–55      |
| New Era Pinstripe Bowl                        | 26 décembre 2015 | Yankee Stadium The Bronx, New York (New York)           | Duke (7-5)                 | Indiana (6-6)              | 44–41 (OT) |
| NOVA Home Loans Arizona Bowl                  | 29 décembre 2015 | Arizona Stadium Tucson (Arizona)                        | Colorado State (7-5)       | Nevada (6-6)               | 23–28      |
| National University Holiday Bowl              | 30 décembre 2015 | Qualcomm Stadium San Diego (Californie)                 | #25 USC (8-5)              | Wisconsin (9-3)            | 21–23      |
| AutoZone Liberty Bowl                         | 2 janvier 2016   | Liberty Bowl Memorial Stadium Memphis (Tennessee)       | Arkansas (7-5)             | Kansas State (6-6)         | 45-23      |
| Russell Athletic Bowl                         | 29 décembre 2015 | Florida Citrus Bowl Stadium Orlando (Floride)           | #10 North Carolina (11-2)  | #17 Baylor (9-3)           | 38–49      |
| AdvoCare V100 Texas Bowl                      | 29 décembre 2015 | NRG Stadium Houston (Texas)                             | #20 LSU (8-3)              | Texas Tech (7-5)           | 56–27      |
| Franklin American Mortgage Music City Bowl    | 30 décembre 2015 | Nissan Stadium Nashville (Tennessee)                    | Louisville (7-5)           | Texas A&M (8-4)            | 27–21      |
| Belk Bowl                                     | 30 décembre 2015 | Bank of America Stadium Charlotte (Caroline du Nord)    | Mississippi State (8-4)    | North Carolina State (7-5) | 51–28      |
| Foster Farms Bowl                             | 26 décembre 2015 | Levi's Stadium Santa Clara (Californie)                 | Nebraska (5-7)             | UCLA (8-4)                 | 37–29      |
| Buffalo Wild Wings Citrus Bowl                | 1er janvier 2016 | Florida Citrus Bowl Orlando (Floride)                   | #14 Michigan (9-3)         | #19 Florida (10-3)         | 41-7       |
| Outback Bowl                                  | 1er janvier 2016 | Raymond James Stadium Tampa (Floride)                   | #13 Northwestern (10-2)    | #23 Tennessee (8-4)        | 6-45       |
| Lockheed Martin Armed Forces Bowl             | 29 décembre 2015 | Amon G. Carter Stadium Fort Worth (Texas)               | Air Force (8-5)            | California (7-5)           | 36–55      |
| TaxSlayer Bowl                                | 2 janvier 2016   | EverBank Field Jacksonville (Floride)                   | Georgia (9-3)              | Penn State (7-5)           | 24-17      |
| Valero Alamo Bowl                             | 2 janvier 2016   | Alamodome San Antonio (Texas)                           | #11 Texas Christian (10-2) | #15 Oregon (9-3)           | 47-41      |
| Motel 6 Cactus Bowl                           | 2 janvier 2016   | Sun Devil Stadium Tempe (Arizona)                       | Arizona State (6-6)        | West Virginia (7-5)        | 42-43      |
| Birmingham Bowl                               | 30 décembre 2015 | Legion Field Birmingham (Alabama)                       | Auburn (6-6)               | Memphis (9-3)              | 31–10      |
| GoDaddy Bowl                                  | 23 décembre 2015 | Ladd Peebles Stadium Mobile (Alabama)                   | Bowling Green (10-3)       | Georgia Southern (8-4)     | 27–58      |

## Récompenses

### Trophée Heisman 2015
Le Trophée Heisman récompense le meilleur joueur universitaire.
| Joueurs             | Équipes  | Positions | Points |
| ------------------- | -------- | --------- | ------ |
| Derrick Henry       | Alabama  | RB        | 1 832  |
| Christian McCaffrey | Stanford | RB        | 1 539  |
| Deshaun Watson      | Clemson  | QB        | 1 165  |